# لقب
لَقَب یا پاژْنام یا فَرنام، واژه یا عبارتی است که برای توصیف و معرفی یک شخص، مکان یا هرچیزی، به جای نام آن یا پس از آن به‌کار می‌رود. یک لقب می‌تواند با هدف ستایش یا نکوهش به‌کار برود و جنبهٔ رسمی یا غیررسمی داشته باشد. بسیاری از پادشاهان و خلفای اسلامی در کنار یک عنوان سلطنتی، یک یا چند لقب سلطنتی یا مذهبی هم داشته‌اند.

## وجه تسمیه
لقب واژه‌ای عربی است به معنای «نامی که دلالت بر مدح یا ذم کند». به نوشتهٔ لغت‌نامه دهخدا، برخلاف عناوین (که پیش از نام می‌آیند) القاب را پس از نام افراد و با هدف ستایش یا نکوهش به‌کار می‌برند. در کشاف اصطلاحات الفنون و العلوم آمده: «[لقب] در لغت کلمه‌ای را گویند که آن تعبیر از چیزی کند و در اصطلاح علمای عربیت علمی باشد که مشعر بر مدح یا ذمی باشد به اعتبار معنی اصلی آن...» این واژه با کلمات «پاژنام» (صورت‌های دیگر: پاچنام و پاشنام)، «علاقیه»، «نبز»، «ورنام» و «بارنام» قرابت معنایی دارد. به نوشتهٔ فرهنگ آنندراج، این کلمه با لفظ یافتن، گرفتن، کردن، نهادن و دادن مستعمل است. کاربرد در شعر:
| تریاق بزرگ است و شفای همه غم‌ها |  | نزدیک خردمندان مِی را لقب این است |
| — منوچهری                      |  |                                  |

| کِی شود زندان تاری مَر تو را بستانِ خوش؟ |  | گرچه زندان را به دستان‌ها کنی بستان لقب |
| — ناصرخسرو                            |  |                                        |

| ما را سخن فروش نهادی لقب، چه بود |  | خواجه ز ما به زر نخریدی همی سخن |
| — فرخی                           |  |                                 |

| این گروه اَرچه آدمی نسب‌اند |  | همه دیوان آدمی لقب‌اند |
| — نظامی گنجوی             |  |                       |

| رزق جستن به حیله شیطانی است |  | شیطنت را لقب حیل منهید |
| — خاقانی                    |  |                        |

## کاربرد
هندوشاه نخجوانی در تجارب السلف نوشته است: «عرب را القاب رسم نبوده است و وقتی که خواستندی تعظیم کسی کنند و نام او بر زبان برانند کنیهٔ او بگفتندی؛ اما القاب آیین سلاطین عجم است، مثل بنی بویه و بنی سلجوق، چه هرگاه مثل امثلهٔ ایشان به حضرت خلافت می‌آوردند القاب بسیار نوشته، خلفا آن را مستحسن می‌دانستند و ایشان نیز بر همان قاعده بنوشتند. اما عدول از لقبی به لقبی به جهت آن کردند که نام‌ها متفاوت است، نام هست که از نامی بهتر است ... خلفا چون خواستندی که کسی را بزرگ گردانند و مراتب عالی بخشند، هیچ دقیقه از دقایق اجلال و تعظیم فرو نمی‌گذاشتند تا حدی که بر در سرای جای ایستادن اسب آن کس هم، معین می‌گردانیدند و اگر لقب او مناسب منصب و بزرگی نمی‌بود، از برای تعظیم لقبی معین می‌کردند نیکوتر از اول...» عبدالجلیل قزوینی رازی در النقض اشاره کرده است که: «و چون هیچ دستاربند (ملا) را لقب نبود، ابوالقاسم بن عباد را که عالم شیعی بود صاحب کافی نوشتندی و در آن هنگام که ابوبکر باقلانی را لقب نبود محمد بن نعمان حارثی را شیخ مفید گفتندی.» القاب گوناگون برای بسیاری از پیغمبران، مردمان و حتی ملائک به‌کار رفته است؛ چنانچه «ذبیح الله» لقب اسماعیل، «صدیق» لقب ابوبکر و «ذومرة» لقب جبرئیل فرشته وحی بوده است.
خواجه نظام‌الملک در کتابش سیاست‌نامه آورده است: «دیگر القاب بسیار شده است و هرچه بسیار شود قدرش نبود و خطرش نماند. همهٔ پادشاهان و خلفا در لقب تنگ مخاطبه بوده‌اند که از ناموس‌های مملکت، یعنی نگاه‌داشتن القاب و مراتب و اندازهٔ هر کس است. چون لقب مرد بازاری و دهقانی همان باشد که لقب عمیدی، هیچ فرقی نبود میان وضیع و شریف و محل معروف و مجهول یکی باشد و چون لقب عالم و جاهل یکی باشد، تمیز نماند و این در مملکت روا نباشد ... سامانیان که چندین سال پادشاه بودند هر یکی را یک لقب بود. نوح را شاهنشاه خواندند و پدرش را امیر سدید و جدّش را امیر حمید و اسماعیل بن احمد را امیر عادل ... و از بوییان که در عراق از ایشان بزرگ‌تر نبود، لقب ایشان عضدالدوله و رکن‌الدوله و وزیرانشان را لقب استاد جلیل و استاد خطیر و از همه وزراء فاضل‌تر و بزرگ‌تر صاحب بن عباد لقبش کافی الکفاه بود ... و عادت نرفته بود که امیر ترک لقب خواجگان بر خود نهد یا خواجگان لقب اکابر سپاه و ترکان بر خود نهند، [لیکن] بعد از روزگار آلب ارسلان قاعده‌ها بگشت و تمیز برخاست و لقب‌ها درآمیخته شد و کمتر کسی بزرگ‌تر لقبی می‌خواست، به او می‌دادند تا لقب خوار شد.»
او درباره علت القاب می‌نویسد: «غرض از لقب آن است که تا مرد را بدان لقب بشناسند. به مثل در مجلسی یا در مجمعی که صد کس نشسته باشند و در آن جمله ده تن را محمد نام باشد، یکی آواز دهد که یا محمد، هر ده محمد را آواز باید داد و لبیک باید گفت که هر کسی چنان پندارد که نام او می‌برند. چون یکی را مختص لقب کنند و یکی را موافق و یکی را کامل و یکی را سَدید و یکی را رشید و مانند این، چون به لقبش بخوانند، در وقت بداند که او را می‌خوانند.» به باور او باید هرکس را به قدر مقامش لقب داد: «تا درجه و مرتبت مهتر از کهتر و خرد از بزرگ و خاص از عام پیدا شود و رونق دیوان بر جای باشد.»
به نوشتهٔ عبدالحسین نوایی، لقب یعنی «داشتن نام دیگری به غیر از نامی که در هنگام تولد بر فرد می‌نهند.» اوج رواج القاب در تاریخ ایران در زمان قاجاریه بوده است؛ چنانکه بیش از ۸۰ درصد از شاهزادگان و روحانیون تا تجار و کارمندان ادارات، دارای لقب بودند و حتی برخی از آنان در طول حیات خود دو یا چند لقب داشتند که معمولاً لقب اخیر آنها ملاک قرار می‌گرفت. گاهی القاب متعدد آنان به هنگام رسیدن به مقام بالاتر، ترفیع می‌یافت و القاب سابق، به ترتیب اهمیت به فرزندان شخص مورد نظر اختصاص می‌یافت. عکس آن نیز ممکن بود؛ چنانچه اگر شخصِ صاحب لقبی مورد غضب پادشاه قاجار قرار می‌گرفت، القاب او نیز اخذ و به شخص دیگری بخشیده می‌شد. یک نکتهٔ مهم این بود که وقتی کسی لقبی می‌گرفت همه او را به همان لقب می‌خواندند و دور از ادب بود که کسی آنان را با نام و نسب قدیم مخاطب قرار دهد. با گذشت زمان، این امر اغلب موجب فراموش شدن نام اصلی افراد می‌شد که دشواری‌هایی در زمینهٔ تاریخ‌پژوهی ایجاد کرده است. در اروپا نیز استفاده از القاب رواج بسیاری داشته است؛ مانند ریچارد شیردل، جان بی‌زمین و لویی پادشاه خورشید. در حکومت عثمانی هم بایزید یلدریم، محمد فاتح، سلیم یاووز، سلیمان قانونی و سلیم دائم‌الخمر حضور دارند.
در اصطلاح علمای اصول، لقب به معنای هر اسمی است که موضوع حکم قرار می‌گیرد؛ چه اسم مشتق باشد و چه اسم جامد. مانند الفقیر در جملهٔ «اطعم الفقیر». و در اصطلاح علمای نحو، مقابل اسم و کنیه بوده و به معنای هر اسمی است که مشعر به مدح و یا ذم می‌باشد؛ مانند القاب محمود به معنی «پسندیده» و سفاح به معنی «خون‌ریز».